# Волкова Анастасія Віталіївна
Анастасія Віталіївна Волкова (22 березня 1993, Щастя — 30 травня 2024, Слов'янськ, Україна) — українська журналістка, що працювала в найгарячіших точках України. Кавалерка ордена «За заслуги» III ступеня (2022). Мріяла стати першою українською журналісткою, яка зробить репортаж зі звільненого Луганська.

## Життєпис
Родом із міста Щастя, що на Луганщині; виросла в Луганську.
Закінчила Східноукраїнський національний університет ім. Даля у Сівєродонецьку. У листопаді 2014 року виїхала з Луганська та залишилася жити у Сєвєродонецьку, почала роботу на місцевому каналі «СТВ», але вже за півроку перейшла на «Суспільне Донбас», де пропрацювала три роки. З червня 2015 року працювала кореспонденткою телеканалу «Дім» та платформи іномовлення «UATV».
З початку повномасштабного російського вторгнення Волкова робила сюжети про наслідки війни в Луганській та Донецькій областях.
Працювала та жила в Сєвєродонецьку, виїхала до Дніпра за два дні до окупації Сіверодонецька, згодом переїхала до Донецької області, де продовжила професійну діяльність.
Загинула 30 травня 2024 у віці 31 року внаслідок ДТП в центрі Слов'янська.

## Нагороди
- орден «За заслуги» III ступеня (6 червня 2022) — за вагомий особистий внесок у розвиток вітчизняної журналістики та інформаційної сфери, мужність і самовідданість, виявлені під час висвітлення подій повномасштабного вторгнення Російської Федерації на територію України, багаторічну сумлінну працю та високу професійну майстерність[3].